# Arenal Santa Ana
Arenal Santa Ana är en ort i Mexiko.   Den ligger i kommunen Playa Vicente och delstaten Veracruz, i den sydöstra delen av landet, 400 km sydost om huvudstaden Mexico City. Arenal Santa Ana ligger 68 meter över havet och antalet invånare är 1 551.
Terrängen runt Arenal Santa Ana är platt. Runt Arenal Santa Ana är det ganska glesbefolkat, med 24 invånare per kvadratkilometer. Närmaste större samhälle är Playa Vicente, 6,4 km nordväst om Arenal Santa Ana. Omgivningarna runt Arenal Santa Ana är en mosaik av jordbruksmark och naturlig växtlighet.